# Джеймс Марстърс
Джеймс Уесли Марстърс (на английски: James Wesley Marsters, роден на 20 август 1962 г.) е американски актьор и музикант, най-добре познат с ролята си на известния платиненорус вампир Спайк, герой в телевизионния сериал „Бъфи, убийцата на вампири“ и базирания на него сериал „Ейнджъл“.

## Ранен живот
Той е роден в Грийнвил, Калифорния и израства с брат си и сестра си в Модесто, Калифорния. Мечтае да стане актьор, откакто участва в училищна пиеса в четвърти клас. Присъединява се към театралната група на Гимназия „Дейвис“, участвайки в множество пиеси и мюзикъли. От 1980 до 1982 г. учи в Pacific Conservatory of the Performing Arts, а от 1982 до 1984 г. – в Julliard Drama School. В свое интервю по радиото, Марстърс се изказва много негативно за Julliard, откъдето бил „общо – взето, изритан“, твърдейки, че там не се интересуват дали ще забавляват публиката или не и не е „училище за актьорско майсторство, а училище за говорене“. Въпреки това казва, че са били много добри, що се отнася до танци и музика.

## Кариера
Марстърс се мести в Чикаго, където получава първата си професионална роля като Фердинанд в „The Tempest“ през 1987 г. През 1989 г. е номиниран за наградата Джоузеф Джеферсън за главната си роля в драмата „Животът, смъртта и мечтите на Максимилиан де Робспиер“. През 1990 г. заминава за Сиатъл и там основава театър New Mercury, заедно с Лиан Дейвидсън и Грег Мюзик и участва в много пиеси. През 1992 г. Марстерс получава първата си роля в телевизионен сериал „Северно изложение“. Същевременно гостува в други сериали като „Андромеда“ и независимите филми „Chance“ (2002 г.), „Winding Roads“ (1999 г.) и „Cool Money“ (2005 г.) В края на 2005 г. Марстърс започва снимките на трилъра „Shadow Puppets“. По същото време се появява в сериала „Смолвил“ в ролята на д-р Милтън Файн, както и представя своя съкратена версия на „Макбет“ от Шекспир.
Марстърс участва и във филма „Послепис: Обичам те“, заедно с Кати Бейтс, Хилари Суонк и Джерард Бътлър.

## Марстърс като Спайк
Забележителното и посрещнато с бурно одобрение изпълнение на Джеймс в телевизионния сериал „Бъфи, убийцата на вампири“ е това, което привлича вниманието на широката аудитория. Моменталният радушен прием на феновете спасява героя му, за когото е предвидено да бъде убит още в ранните епизоди на поредицата. Спайк се появява за пръв път във втори сезон, а става постоянно действащо лице в четвърти сезон, като остава до края на сериала. След приключването на „Бъфи, убийцата на вампири“, Марстерс пренася скандалния Спайк в сродното на „Бъфи“ шоу „Ейнджъл“ и отново става една от водещите фигури в сериала. Запитан откъде е получил вдъхновение за английския акцент на Спайк, Марстърс казва, че е от колегата му в „Бъфи, убийцата на вампири“ Антъни Хед. Хед, родом от Камдън Таун, използва лек акцент в ролята на Джайлс, докато в действителност актьорът говори с по – дълбок лондонски акцент.

## Музикална кариера
Преди да създаде своя собствена група, Марстърс дълги години свири с други групи или соло в барове и клубове. На тези изяви обикновено изпълнява песни на Том Уейтс, Нийл Йънг и Брус Спрингстийн. В музикалния епизод „Още веднъж, с чувство“ от поредицата „Бъфи, убийцата на вампири“ той също изпълнява няколко песни.
В периода 2003 – 2004 г. Марстърс е вокалист на рок групата „Ghost of the Robot“. Дебютният им албум се нарича Mad Brilliant. Групата има много успешни участия, както и две турнета в Европа.
През октомври 2004 г. Марстърс започва соло кариера, прави турне в САЩ и през 2005 г. издава албум, наречен Civilized Man, в който десет от единадесетте песни са писани от самия него.